# Přebor Jihomoravského kraje 2004/2005
V soubojích 45. ročníku Přeboru Jihomoravského kraje 2004/05 (jedna ze skupin 5. fotbalové ligy) se utkalo 16 týmů každý s každým dvoukolovým systémem podzim–jaro. Tento ročník začal v srpnu 2004 a skončil v červnu 2005.

## Nové týmy v sezoně 2004/05
- Z Divize D 2003/04 nesestoupilo do Jihomoravského krajského přeboru žádné mužstvo.
- Ze skupin I. A třídy Jihomoravského kraje 2003/04 postoupila mužstva FC Slovan Rosice (vítěz skupiny A) a FC CVM Mokrá-Horákov (vítěz skupiny B).[1]

## Nejlepší střelec
Nejlepším střelcem se stal Jiří Jaroš ze Židenic, který vstřelil 23 branky. Nejlepším střelcem soutěže se stal i v sezoně 2002/03.

## Konečná tabulka
Zdroj: 
| Poř. | Tým                       | Z  | V  | R  | P  | VG | OG | B  |
| ---- | ------------------------- | -- | -- | -- | -- | -- | -- | -- |
| 1.   | SK Líšeň                  | 30 | 19 | 7  | 4  | 59 | 31 | 64 |
| 2.   | ČAFC Židenice Brno        | 30 | 19 | 2  | 9  | 63 | 29 | 59 |
| 3.   | FC CVM Mokrá-Horákov (N)  | 30 | 16 | 6  | 8  | 51 | 40 | 54 |
| 4.   | FK Šardice                | 30 | 13 | 9  | 8  | 40 | 35 | 48 |
| 5.   | FK MKZ Rájec-Jestřebí     | 30 | 12 | 7  | 11 | 40 | 40 | 43 |
| 6.   | SK Olympia Ráječko        | 30 | 13 | 4  | 13 | 41 | 34 | 43 |
| 7.   | FC Pálava Mikulov         | 30 | 12 | 6  | 12 | 57 | 40 | 42 |
| 8.   | Tatran Brno-Bohunice      | 30 | 10 | 10 | 10 | 43 | 36 | 40 |
| 9.   | FC Slovan Rosice (N)      | 30 | 11 | 7  | 12 | 49 | 43 | 40 |
| 10.  | 1. FC Boskovice           | 30 | 10 | 8  | 12 | 34 | 50 | 38 |
| 11.  | SK Mogul Vacenovice       | 30 | 11 | 5  | 14 | 35 | 41 | 38 |
| 12.  | TJ Sokol Hrušky           | 30 | 10 | 7  | 13 | 41 | 52 | 37 |
| 13.  | FK Baník Ratíškovice      | 30 | 10 | 6  | 14 | 35 | 44 | 36 |
| 14.  | FC Veselí nad Moravou     | 30 | 8  | 8  | 14 | 34 | 48 | 32 |
| 15.  | SK Slavkov u Brna         | 30 | 8  | 4  | 18 | 25 | 55 | 28 |
| 16.  | TJ Slavoj Velké Pavlovice | 30 | 7  | 6  | 17 | 30 | 59 | 27 |

Poznámky:
- Z = Odehrané zápasy; V = Vítězství; R = Remízy; P = Prohry; VG = Vstřelené góly; OG = Obdržené góly; B = Body; (S) = Mužstvo sestoupivší z vyšší soutěže; (N) = Mužstvo postoupivší z nižší soutěže (nováček)
- O pořadí na 5. a 6. místě rozhodla bilance vzájemných zápasů: Rájec-Jestřebí – Ráječko 4:0, Ráječko – Rájec-Jestřebí 1:0[1][3]
- O pořadí na 8. a 9. místě rozhodl vyšší rozdíl celkového skóre Bohunic, bilance vzájemných zápasů byla vyrovnaná: Bohunice – Rosice 2:2, Rosice – Bohunice 1:1[1][3]
- O pořadí na 10. a 11. místě rozhodla bilance vzájemných zápasů: Boskovice – Vacenovice 1:0, Vacenovice – Boskovice 1:2[1][3]

|  | Postup do Divize D 2005/06                                |
|  | Sestup do I. A třídy Jihomoravského kraje – sk. B 2005/06 |